# ینگلاک شیناواترا
ینگلاک شیناواترا (به تایلندی: ยิ่งลักษณ์ ชินวัตร) زاده ۲۱ ژوئن ۱۹۶۷ (میلادی) سیاستمدار زن اهل تایلند، دبیرکل حزب فیو تای و نخست‌وزیر سابق این کشور بود. او خواهر نخست‌وزیر پیشین تایلند؛ تاکسین شیناواترا است که در پی کودتا از قدرت کنار رفت. وی اولین زنی است که تاریخ این کشور به مقام نخست‌وزیری می‌رسد. تاکسین شیناواترا در پی یک کودتای نظامی در سال ۲۰۰۶ سرنگون شد و از آن زمان تا کنون در دبی به‌سر می‌برد.
دادگاه قانون اساسی تایلند روز چهارشنبه ۷ مه ۲۰۱۴ او را در مورد سوء استفاده از قدرت که کشور را در بحران فرو برد، مجرم شناخت و وی را برکنار کرد.

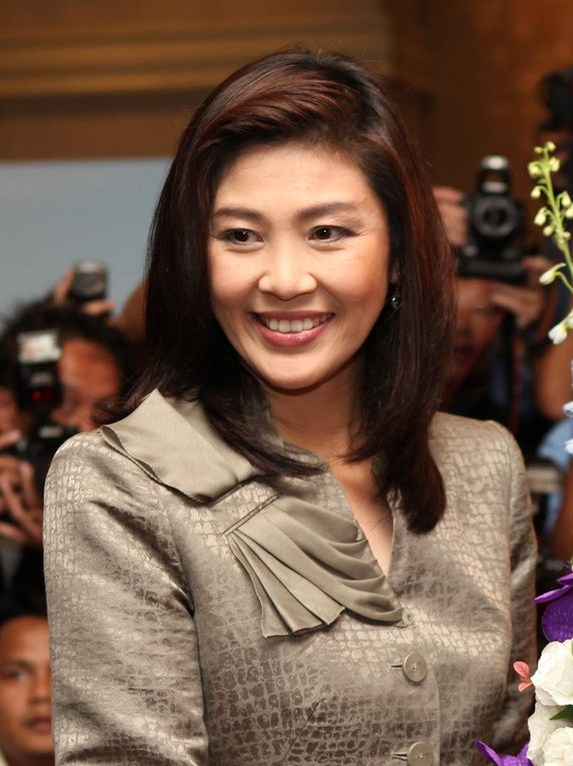